# Slow Burn (пісня Девіда Боуї)
«Slow Burn» (повільне горіння) — пісня англійського музиканта Девіда Боуї . Вона була випущена як головний сингл з його 22-го студійного альбому Heathen 3 червня 2002 року. Пісня не була випущена як сингл у Великій Британії. Жоден британський сингл Heathen не виходив до вересня, коли вийшла « Everyone Says 'Hi' ».  У записі на гітарі грає Піт Таунсенд. Пісня принесла Боуї номінацію на премію «Греммі» за найкраще чоловіче рок-вокальне виконання.
Радіоверсія пісні була включена до збірки Best of Bowie, яка також вийшла у 2002 році.

## Оформлення обкладинки
Фотографія на обкладинці, зроблена Маркусом Клінко, на якій Боуї крокує вперед з дитиною на руках, є комбінацією двох зображень. Голова Боуї накладена на тіло чоловічого моделі, сфотографованого окремо.

## Відео до музики
Музичний кліп на пісню «Slow Burn» був знятий режисером Гері Копке і випущений у 2002 році. Музичний кліп на пісню «Slow Burn» був завантажений на офіційний канал DavidBowieVEVO на YouTube 23 березня 2011 року. У кліпі Боуї, одягнений у біле, виконує вокальну партію пісні в студії звукозапису, а молода дівчина блукає по затемненій диспетчерській і час від часу торкається обладнання та мікшерного пульта. Кліп є відредагованою версією пісні, і в ньому не вказано режисера та інших учасників знімальної групи.

## Живі версії
Пісня виконувалася наживо на кількох телешоу у 2002 році, хоча виконувалася лише протягом перших двох дат туру Heathen  та під час рекламного виступу в Sony Music Studios у Нью-Йорку між цими двома датами.

## Перелік треків

### CD
- ISO-Columbia / 672744 1 (Austria)

1. "Slow Burn" – 4:43
2. "Wood Jackson" – 4:48
3. "Shadow Man" – 4:46

- ISO-Columbia / COL 672744 2 (Austria)

1. "Slow Burn" – 4:43
2. "Wood Jackson" – 4:48
3. "Shadow Man" – 4:46
4. "When the Boys Come Marching Home" – 4:46
5. "You've Got a Habit of Leaving" – 4:51

- Sony / SICP-162 (Japan)

1. "Slow Burn" (edit) – 3:55
2. "Shadow Man" – 4:46
3. "When the Boys Come Marching Home" – 4:46
4. "You've Got a Habit of Leaving" – 4:51
5. "Baby Loves That Way" – 4:44

### 7" Orange Vinyl
- ISO-Columbia / 672744 7 (Europe)

1. "Slow Burn"
2. "Wood Jackson"

## Виконавці
- Producers
  - David Bowie
  - Tony Visconti
- Musicians
  - David Bowie – Vocals, Horns
  - Pete Townshend – Guitar
  - Tony Visconti – Bass guitar, Recorders, B-vox, String arrangements
  - Matt Chamberlain – Drums, Loop programming, Percussion
  - David Torn – Guitars, Guitar loops, Omnichord
  - Jordan Rudess – Piano and Hammond organ
  - The Scorchio Quartet
    - Greg Kitzis – 1st violin
    - Meg Okura – 2nd violin
    - Martha Mooke – Viola
    - Mary Wooten – Cello

## Рейтинги
Illegal chart entered Billboardadultalternativesongs|19
| Chart (2002)                              | Peak position |
| ----------------------------------------- | ------------- |
| Австрія (Ö3 Austria Top 75)               | 69            |
| Canada (Nielsen SoundScan)                | 33            |
| Нідерланди (Mega Single Top 100)          | 69            |
| Італія (FIMI)                             | 16            |
| Швейцарія (Media Control AG)              | 80            |
| Велика Британія (Official Charts Company) | 94            |

## Виноски
1. ↑  Heathen: 2002 - Pushing Ahead of the Dame.
2. ↑  Klinko, Markus (2012). Icons. Running Press. ISBN 978-0762446766.
3. ↑  David Bowie - Slow Burn. David Bowie News. 4 серпня 2016. Архів оригіналу за 27 травня 2020. Процитовано 16 червня 2019.
4. ↑  DavidBowieVEVO channel - Slow Burn www.youtube.com/watch?v=mDoLjW4YmHs
5. ↑  David Bowie Tour Statistics: Heathen Tour - setlist.fm. www.setlist.fm.
6. ↑  {{{artist}}} — Slow Burn Austriancharts.at (нім.). Ö3 Austria Top 40. Hung Medien.
7. ↑  Canadian Digital Song Sales. Billboard. 28 червня 2003. Архів оригіналу за 21 грудня 2018. Процитовано 11 грудня 2018.
8. ↑  Dutchcharts.nl — {{{artist}}} — Slow Burn (нід.). Mega Single Top 100. Hung Medien / hitparade.ch.
9. ↑  Italiancharts.com — {{{artist}}} — Slow Burn (італ.). Italian Singles Chart. Hung Medien.
10. ↑  {{{artist}}} — Slow Burn swisscharts.com. Swiss Singles Chart. Hung Medien.
11. ↑  "Official Singles Chart Top 100". Official Charts Company.

## Зовнішні посилання
- «Slow Burn» на Discogs (список релізів)
- Slow Burn (work) on MusicBrainz.org.